# Revolutionære Internationalistiske Bevægelse
Den Revolutionære Internationalistiske Bevægelse (RIB) var en international kommunistisk organisation grundlagt i Frankrig i marts 1984 af 17 forskellige Maoistiske organisationer rundt omkring i verden. Den søgte efter at "kæmpe for grundlæggelsen af en Kommunistisk International af en ny type, baseret på Marxisme–Leninisme–Maoisme". RIB ser ud til at være nedlagt, og det samme gør mange at de grundlæggende organisationer og mange ændrede deres navne gennem årene, eller har droppet væbnet kamp.

## Marxisme–Leninisme–Maoisme
Fra 1993 og fremad troede RIB på, at erfaringerne fra Folkekrigen i Peru muliggjorde den Internationale Kommunistiske bevægelse ”for yderligere at uddybe deres forståelse af den proletariske ideologi og på den basis at tage et vidtrækkende skridt, anerkendelsen af Marxismen-Leninismen-Maoismen, som det nye, tredje og højere stadie af Marxisme”. Denne formulering forårsagede en split i den Maoistiske bevægelse, hvor de fortsatte tilhængere at Mao Zedong-tankegang forlod RIB og samlede sig omkring Den Internationale Konference af Marxistisk-Leninistiske Partier og Organisationer.

## Medlemsorganisationer
De grundlæggende partier på en konference den 12. marts 1984 var:
- Union of Iranske Kommunister (Sarbedaran)
- Ceylon Kommunistparti (Peking Wing) (Sri Lanka)
- Kommunistisk Kollektiv af Agitprop (Italy)
- Proletarisk Kommunistisk Organisation, Marxister–Leninister (Italy)
- Purba Banglar Sarbahara Parti
- Colombias Kommunistparti (Marxister–Leninister), Mao Zedong Regionsudvalg
- Perus Kommunistiske Parti
- Tyrkiets Kommunistparti (Marxister–Leninister)
- Haitiansk Revolutionær Internationalistisk Gruppe
- Nepals Kommunistiske parti (Masal)
- New Zealand Røde Fane gruppe
- Colombias Revolutionære Kommunistgruppe
- Central Reorganiserings Komité, Indiens Kommunistparti (Marxister–Leninister)
- Ledende Komité, Revolutionær Kommuistparti, Indien
- Revolutionære Kommunistparti, USA
- Revolutionære Kommunistunion (Dominikanske Republik)
- Nottingham Kommunistgruppe (Storbritannien)
- Stockport Kommunistgruppe (Storbritannien)[4]
- Afghanistans (Maoistiske) kommunistparti sluttede sig til senere.

Nepals Kommunistparti (Masal) forlod over forskelle I politiske linjer, men en meget større gruppe, Nepals Kommunistiske Parti (maoistisk) er et medlem. Indiske medlemsorganisationer forenedes I Indiens Kommunistiske Parti (Maoistisk).
En af RIB’s engangsdeltagende medlemsorganisationer, det Maoistiske Kommunistparti (Tyrkiet) og Perus Kommunistiske Parti er i øjeblikket engageret i væbnet konflikt. RIB støttede også de revolutionære krige ført af Filippinernes Kommunistiske Parti og af Indiens Kommunistiske Parti (Maoistisk).

## En verden at vindebladet
En verden at vinde' blev offentliggjort fra 1981 til 2006 som Komitéen for RIB’s (KoRIB) uofficielle blad. Indiens Kommunistiske Parti (Maoistisk)s leder Ajith (Murali Kannampilly) var bladets redaktør.